# Паризький псалтир
Паризький Псалтир (також Codex Parisianus, Bibliothèque Nationale, Paris, MS. gr. 139) — ілюмінований рукопис Псалтиря, створений в середині X століття, зберігається в Національній бібліотеці Франції. Є найвідомішим рукописом епохи Македонського Ренесансу.

## Короткий опис
Паризький Псалтир прикрашають 14 повносторінкових мініатюр в орнаментальному обрамленні. Мініатюри виконані на сюжети Старого Завіту, характеризуються увагою до пейзажів і архітектурних елементів. Зображення рукопису позначені наслідуванням античному мистецтву. Прототипом для мініатюр послужив олександрійський рукопис IV століття, проте його походження часом пов'язують з прототипом із Малою Азією.
На багатьох мініатюрах представлені алегоричні зображення і персоніфікації. Наприклад, поряд з Давидом, який грає на арфі, вміщено зображення персоніфікації Мелодії, а ніч зображена як жінка з палаючим факелом і покривалом, розпростертим над її головою. Стилізація під пізньоантичне мистецтво настільки достовірна, що довгий час багато дослідників датували Псалтир ранішим періодом, ніж X століття.